# 2023년 10월
| 2023년: 1월 · 2월 · 3월 · 4월 · 5월 · 6월 · 7월 · 8월 · 9월 · 10월 · 11월 · 12월 |

| \| 2023년 10월 1일 (일요일) \| \| 편집 \| |  |      |
|                                           |  |      |
| 2023년 10월 1일 (일요일)                  |  | 편집 |

| 2023년 10월 1일 (일요일) |  | 편집 |

| \| 2023년 10월 2일 (월요일) \| \| 편집 \| |  |      |
|                                           |  |      |
| 2023년 10월 2일 (월요일)                  |  | 편집 |

| 2023년 10월 2일 (월요일) |  | 편집 |

| \| 2023년 10월 3일 (화요일) \| \| 편집 \| |  |      |
| 스포츠 - 2023년 KBO 리그: LG 트윈스가 남은 9경기 결과와 상관없이 정규리그 1위가 확정되었다. LG의 정규리그 우승은 29년만으로, LG는 2023년 한국시리즈로 직행해 3 번째 우승에 도전한다. LG의 한국시리즈 마지막 우승은 지난 1994년 한국시리즈이다. |  |      |
| 2023년 10월 3일 (화요일) |  | 편집 |

| 2023년 10월 3일 (화요일) |  | 편집 |

| \| 2023년 10월 4일 (수요일) \| \| 편집 \| |  |      |
|                                           |  |      |
| 2023년 10월 4일 (수요일)                  |  | 편집 |

| 2023년 10월 4일 (수요일) |  | 편집 |

| \| 2023년 10월 5일 (목요일) \| \| 편집 \| |  |      |
|                                           |  |      |
| 2023년 10월 5일 (목요일)                  |  | 편집 |

| 2023년 10월 5일 (목요일) |  | 편집 |

| \| 2023년 10월 6일 (금요일) \| \| 편집 \| |  |      |
|                                           |  |      |
| 2023년 10월 6일 (금요일)                  |  | 편집 |

| 2023년 10월 6일 (금요일) |  | 편집 |

| \| 2023년 10월 7일 (토요일) \| \| 편집 \| |  |      |
|                                           |  |      |
| 2023년 10월 7일 (토요일)                  |  | 편집 |

| 2023년 10월 7일 (토요일) |  | 편집 |

| \| 2023년 10월 8일 (일요일) \| \| 편집 \| |  |      |
| 스포츠 - 케냐의 켈빈 킵툼이 2023 시카고 마라톤에서 2시간 0분 35초를 기록, 남자 마라톤 세계 기록을 경신하였다. 종전 공식 세계 기록인 엘리우드 킵초게의 2시간 01분 09초 기록을 34초 앞당겼다. |  |      |
| 2023년 10월 8일 (일요일) |  | 편집 |

| 2023년 10월 8일 (일요일) |  | 편집 |

| \| 2023년 10월 9일 (월요일) \| \| 편집 \| |  |      |
|                                           |  |      |
| 2023년 10월 9일 (월요일)                  |  | 편집 |

| 2023년 10월 9일 (월요일) |  | 편집 |

| \| 2023년 10월 10일 (화요일) \| \| 편집 \| |  |      |
|                                            |  |      |
| 2023년 10월 10일 (화요일)                  |  | 편집 |

| 2023년 10월 10일 (화요일) |  | 편집 |

| \| 2023년 10월 11일 (수요일) \| \| 편집 \| |  |      |
| 정치와 선거 - 2023년 대한민국 재보궐선거: 서울 강서구청장 보궐선거에서 더불어민주당의 진교훈 후보자가 56.52% 득표율로 당선되었다. 윤석열 대통령의 광복절특사로 사면·복권된 직전 강서구청장 김태우(국민의힘, 95,492 표, 39.37%를 득표) 후보자와의 격차는 17.15%p이다. |  |      |
| 2023년 10월 11일 (수요일) |  | 편집 |

| 2023년 10월 11일 (수요일) |  | 편집 |

| \| 2023년 10월 12일 (목요일) \| \| 편집 \| |  |      |
| 경제와 비즈니스 - 일본에 본사를 둔 다국적 기업인 도시바가 2023년 12월 상장 폐지한다고 발표하였다. 일본의 투자펀드인 일본산업파트너즈(JIP)가 8월 8일부터 9월 20일까지 실시한 도시바 주식 공개매수가 78.65%의 지분을 확보하며 성립, 나머지 주식을 강제 매입할 수 있게 되었다. JIP는 관련 절차를 거쳐 2023년 중에 상장을 폐지하고, 기업 가치를 끌어올린 이후 재상장할 계획인 것으로 알려졌다. 정치와 선거 - 김행 여성가족부 장관 후보자가 '인사권자인 윤석열 대통령께 누가 돼 죄송하다'며 자진사퇴 의사를 밝혔다. |  |      |
| 2023년 10월 12일 (목요일) |  | 편집 |

| 2023년 10월 12일 (목요일) |  | 편집 |

| \| 2023년 10월 13일 (금요일) \| \| 편집 \| |  |      |
|                                            |  |      |
| 2023년 10월 13일 (금요일)                  |  | 편집 |

| 2023년 10월 13일 (금요일) |  | 편집 |

| \| 2023년 10월 14일 (토요일) \| \| 편집 \| |  |      |
| 정치와 선거 - 뉴질랜드 총선에서 크리스토퍼 럭슨이 이끄는 국민당이 승리하였다. - 오스트레일리아에서 열린 2023년 오스트레일리아 선주민의 목소리 국민투표가 투표 결과 부결되었다. |  |      |
| 2023년 10월 14일 (토요일) |  | 편집 |

| 2023년 10월 14일 (토요일) |  | 편집 |

| \| 2023년 10월 15일 (일요일) \| \| 편집 \|                                                 |  |      |
| 정치와 선거 - 폴란드 의회 선거에서 집권 우파연합에 반대하는 정당들이 과반 의석을 획득했다. |  |      |
| 2023년 10월 15일 (일요일)                                                                  |  | 편집 |

| 2023년 10월 15일 (일요일) |  | 편집 |

| \| 2023년 10월 16일 (월요일) \| \| 편집 \|                                                   |  |      |
| 정치와 선거 - 에콰도르 대통령 선거 결선 투표에서 다니엘 노보아가 제48대 대통령에 당선되었다. |  |      |
| 2023년 10월 16일 (월요일)                                                                    |  | 편집 |

| 2023년 10월 16일 (월요일) |  | 편집 |

| \| 2023년 10월 17일 (화요일) \| \| 편집 \| |  |      |
|                                            |  |      |
| 2023년 10월 17일 (화요일)                  |  | 편집 |

| 2023년 10월 17일 (화요일) |  | 편집 |

| \| 2023년 10월 18일 (수요일) \| \| 편집 \| |  |      |
|                                            |  |      |
| 2023년 10월 18일 (수요일)                  |  | 편집 |

| 2023년 10월 18일 (수요일) |  | 편집 |

| \| 2023년 10월 19일 (목요일) \| \| 편집 \| |  |      |
|                                            |  |      |
| 2023년 10월 19일 (목요일)                  |  | 편집 |

| 2023년 10월 19일 (목요일) |  | 편집 |

| \| 2023년 10월 20일 (금요일) \| \| 편집 \| |  |      |
|                                            |  |      |
| 2023년 10월 20일 (금요일)                  |  | 편집 |

| 2023년 10월 20일 (금요일) |  | 편집 |

| \| 2023년 10월 21일 (토요일) \| \| 편집 \| |  |      |
|                                            |  |      |
| 2023년 10월 21일 (토요일)                  |  | 편집 |

| 2023년 10월 21일 (토요일) |  | 편집 |

| \| 2023년 10월 22일 (일요일) \| \| 편집 \| |  |      |
|                                            |  |      |
| 2023년 10월 22일 (일요일)                  |  | 편집 |

| 2023년 10월 22일 (일요일) |  | 편집 |

| \| 2023년 10월 23일 (월요일) \| \| 편집 \| |  |      |
|                                            |  |      |
| 2023년 10월 23일 (월요일)                  |  | 편집 |

| 2023년 10월 23일 (월요일) |  | 편집 |

| \| 2023년 10월 24일 (화요일) \| \| 편집 \| |  |      |
|                                            |  |      |
| 2023년 10월 24일 (화요일)                  |  | 편집 |

| 2023년 10월 24일 (화요일) |  | 편집 |

| \| 2023년 10월 25일 (수요일) \| \| 편집 \| |  |      |
|                                            |  |      |
| 2023년 10월 25일 (수요일)                  |  | 편집 |

| 2023년 10월 25일 (수요일) |  | 편집 |

| \| 2023년 10월 26일 (목요일) \| \| 편집 \| |  |      |
| 법과 범죄 - 대한민국에서 군형법상 추행죄, 방송법 직회부 권한쟁의사건, 노란봉투법 직회부 권한쟁의사건, 제21대 국회의원 선거 전라남도 순천시 선거구 획정 헌법소원, 불법 인터넷 사이트 접속차단 사건(SNI 차단)에 대한 헌법재판소 선고가 있었다. |  |      |
| 2023년 10월 26일 (목요일) |  | 편집 |

| 2023년 10월 26일 (목요일) |  | 편집 |

| \| 2023년 10월 27일 (금요일) \| \| 편집 \|                                                                               |  |      |
| 정치와 선거 - 중화인민공화국의 정치인 리커창이 사망했다. 리커창은 제7대 중화인민공화국 총리(2013. 3.~2023. 3.)를 지냈다. |  |      |
| 2023년 10월 27일 (금요일)                                                                                                |  | 편집 |

| 2023년 10월 27일 (금요일) |  | 편집 |

| \| 2023년 10월 28일 (토요일) \| \| 편집 \| |  |      |
|                                            |  |      |
| 2023년 10월 28일 (토요일)                  |  | 편집 |

| 2023년 10월 28일 (토요일) |  | 편집 |

| \| 2023년 10월 29일 (일요일) \| \| 편집 \| |  |      |
|                                            |  |      |
| 2023년 10월 29일 (일요일)                  |  | 편집 |

| 2023년 10월 29일 (일요일) |  | 편집 |

| \| 2023년 10월 30일 (월요일) \| \| 편집 \|                                                                              |  |      |
| 법과 범죄 - 대한민국 형법: '가석방 없는 무기형' 신설 내용을 담은 형법 개정안이 국무회의에서 통과되어 국회에 제출되었다. |  |      |
| 2023년 10월 30일 (월요일)                                                                                               |  | 편집 |

| 2023년 10월 30일 (월요일) |  | 편집 |

| \| 2023년 10월 31일 (화요일) \| \| 편집 \|                                              |  |      |
| 사고와 재해 - 자메이카 호프 베이 서북서쪽 지역 10km지역에서 규모 5.4의 지진이 발생했다. |  |      |
| 2023년 10월 31일 (화요일)                                                               |  | 편집 |

| 2023년 10월 31일 (화요일) |  | 편집 |

| <           | 2023년 10월 | 2023년 10월 | 2023년 10월 | 2023년 10월 | 2023년 10월 | >          |
| 일          | 월          | 화          | 수          | 목          | 금          | 토         |
| 1 8.17 임진 | 2 18 계사   | 3 19 갑오   | 4 20 을미   | 5 21 병신   | 6 22 정유   | 7 23 무술  |
| 8 24 기해   | 9 25 경자   | 10 26 신축  | 11 27 임인  | 12 28 계묘  | 13 29 갑진  | 14 30 을사 |
| 15 9.1 병오 | 16 2 정미   | 17 3 무신   | 18 4 기유   | 19 5 경술   | 20 6 신해   | 21 7 임자  |
| 22 8 계축   | 23 9 갑인   | 24 10 을묘  | 25 11 병진  | 26 12 정사  | 27 13 무오  | 28 14 기미 |
| 29 15 경신  | 30 16 신유  | 31 17 임술  |             |             |             |            |

| - 2023년 - 9월 - 10월 - 11월 - 대한민국 재보궐선거(10월 11일) 편집하기 |